# Cinzia Leone (attrice)
Cinzia Leone (Roma, 4 marzo 1959) è un'attrice e personaggio televisivo italiana.

## Biografia

### Teatro
Ha mosso i primi passi come attrice in teatro, dove ha esordito nel 1981 con Polvere di stress. Tra i suoi spettacoli teatrali più famosi, Rodimenti, Poche idee ma molto confuse, Outlet, e Nutella amara, scritta con Corrado Guzzanti e Francesca Reggiani. È autrice dei suoi spettacoli. 

### Televisione
Debutta in televisione nel programma Laggiù qualcuno vi ama, ma raggiunge il successo nelle fortunate trasmissioni di Serena Dandini come La TV delle ragazze, Scusate l'interruzione, Avanzi e Tunnel, dove si produce in efficaci imitazioni di Francesca Dellera, Edwige Fenech, Anna Oxa, Marisa Laurito e Sabrina Salerno.
Successivamente partecipa a Stasera mi butto, La posta del cuore e Facce da quiz. È stata attiva anche nella fiction con Senator e Ma il portiere non c'è mai?. Nel 2010 è nel cast del film TV di Canale 5 Colpo di fulmine, per la regia di Roberto Malenotti, con Roberto Farnesi.
Nel 2018 prende parte al remake de La TV delle ragazze intitolato La TV delle ragazze - Gli Stati Generali 1988-2018, in onda su Rai 3. Nel 2019 è ospite fisso del talk show di Rai 3 Photoshow, condotto da Alberto Matano e torna a lavorare con la Dandini nel programma comico di Rai 3 Stati generali, nel novembre dello stesso anno.

### Cinema
Nel cinema ha debuttato nel 1988 con Bachi da seta di Gilberto Visintin, e successivamente viene diretta da registi quali Carlo Vanzina, Francesco Nuti, Mario Monicelli, Carlo Verdone, Lina Wertmüller e molti altri. Si ricordano in particolare le sue partecipazioni in Parenti serpenti di Mario Monicelli e Le finte bionde di Carlo Vanzina, divenuti nel tempo due ruoli cult.
Nel 2007 esce Nero bifamiliare, opera prima di Federico Zampaglione, leader del gruppo musicale dei Tiromancino. Nel film interpreta la mamma di Marina (Claudia Gerini). Sempre nel 2007 appare a fianco di Sabina Guzzanti nel film Le ragioni dell'aragosta, presentato alla Mostra del Cinema di Venezia.

## Vita privata
Il 26 dicembre 1991, alla fine della prima proiezione al cinema Barberini di Roma del film Donne con le gonne di Francesco Nuti, nel quale aveva recitato, accusò un malore e venne ricoverata in gravi condizioni dapprima all'ospedale San Giacomo e poi nel reparto di neurochirurgia dell'ospedale San Camillo, dove le venne diagnosticato un aneurisma congenito all'arteria basilare. Si sottopose a un delicato intervento chirurgico a Phoenix, negli Stati Uniti d'America, date le scarse possibilità di sopravvivenza per la medesima operazione in Italia. A seguito dell'intervento, la parte sinistra del corpo le rimarrà inizialmente paralizzata, riuscendo però poi a recuperare completamente.

## Filmografia

### Cinema
- Bachi da seta, regia di Gilberto Visintin (1988)
- Le finte bionde, regia di Carlo Vanzina (1989)
- Stasera a casa di Alice, regia di Carlo Verdone (1990)
- Non più di uno, regia di Berto Pelosso (1990)
- Donne con le gonne, regia di Francesco Nuti (1991)
- Caldo soffocante, regia di Giovanna Gagliardo (1991)
- Parenti serpenti, regia di Mario Monicelli (1992)
- Selvaggi, regia di Carlo Vanzina (1995)
- Metalmeccanico e parrucchiera in un turbine di sesso e politica, regia di Lina Wertmüller (1996)
- Cose di sempre, regia di Andrea Saraceni – cortometraggio (1998)
- Marcondirondera, regia di Paolo Borgato – cortometraggio (2003)
- Nero bifamiliare, regia di Federico Zampaglione (2007)
- Le ragioni dell'aragosta, regia di Sabina Guzzanti – documentario (2007)

### Televisione
- La moglie ingenua e il marito malato, regia di Mario Monicelli – film TV (1989)
- Senator – serie TV (1991)
- Un inviato molto speciale – serie TV (1992)
- Occhio di falco – serie TV (1996)
- Ma il portiere non c'è mai? – serie TV (2002)
- Carabinieri – serie TV (2007)
- Colpo di fulmine, regia di Roberto Malenotti – film TV (2010)

## Teatro
- Polvere di stress, regia di Luciana Roveto (1981)
- Marta e Giulio voglion un figlio, regia di Roberto Galli (1984)
- I love reduce, regia di Pino Caruso (1986)
- Cercasi tenore, regia di Pietro Garinei (1990)
- Nutella amara, regia di Corrado Guzzanti (1991)
- Zot, regia di Duccio Camerini (1994)
- La serva del negro, di Duccio Camerini, regia di Walter Lupo (1994)
- Senza titolo, monologo (1995)
- Bulle e impossibili, regia di Alessandro Garzella (1995)
- Questo spazio non è in vendita, monologo (1996-97)
- Strana forte la gente, regia di Cinzia Leone (1998-2000)
- Rodimenti di Enzo Ferrara e Fabio Mureddu[3], regia di Marco Bruno (2001-03)
- Da quando uso il cervello, di Cinzia Leone e Walter Nanni (2004)
- Poche idee ma molto confuse di Cinzia Leone e Fabio Mureddu[4], regia di Walter Nanni (2005-06)
- Outlet, di Cinzia Leone e Paola Cannatello (2007)
- Mamma, sei sempre nei miei pensieri. Spostati!, di Cinzia Leone e Fabio Mureddu, regia di Fabio Mureddu (2010)
- Disorient Express, di Cinzia Leone e Fabio Mureddu, regia di Cinzia Leone e Fabio Mureddu (2015)

## Doppiaggio
- Whoopi Goldberg in Jumpin' Jack Flash
- Deborah Shelton in Omicidio a luci rosse
- Pam Grier in Nico
- Siân Phillips in Giorni d'estate
- Maggie in Mucche alla riscossa
- Rivka Michaeli in Big Bad Wolves - I lupi cattivi
- Barone Ashura (parte femminile) in Mazinga Z (ridoppiaggio 2015)

## Programmi televisivi
- Laggiù qualcuno vi ama (Rai 3, 1986)
- La TV delle ragazze (Rai 3, 1988-1989)
- Domenica in (Rai 1, 1989-1990)
- Scusate l'interruzione (Rai 3, 1990)
- Saint Vincent '90 (Rai 1, 1990)
- Stasera mi butto (Rai 2, 1991)
- Avanzi (Rai 3, 1991-1993)
- Tunnel (Rai 3, 1994)
- Retromarsh!!! (TMC, 1996)
- La posta del cuore (Rai 2, 1998)
- Sesso, parlano le donne (TMC, 2000-2001) opinionista
- Facce da quiz (Canale 5, 2001)
- La TV delle ragazze - Gli Stati Generali 1988-2018 (Rai 3, 2018)
- Photoshow (Rai 3, 2019) ospite fisso
- Stati generali (Rai 3, 2019-2020)